# Вісім горіхів гікорі (пам'ятка природи)
Ві́сім горі́хів гіко́рі — ботанічна пам'ятка природи місцевого значення в Україні. Розташована в межах Волоківської сільської громади Чернівецького району Чернівецької області, біля південної околиці села Валя Кузьмина.
Площа 0,2 га. Статус присвоєно згідно з рішенням облвиконкому від 30.05.1979 року. Перебуває у віданні: ДП «Чернівецький лісгосп» (Кузьмінське лісництво, кв. 16, вид. 5).
Статус присвоєно для збереження 8 дерев горіха гікорі білого та волохатого — цінних екзотів з Північної Америки.